# Mitch Cohen

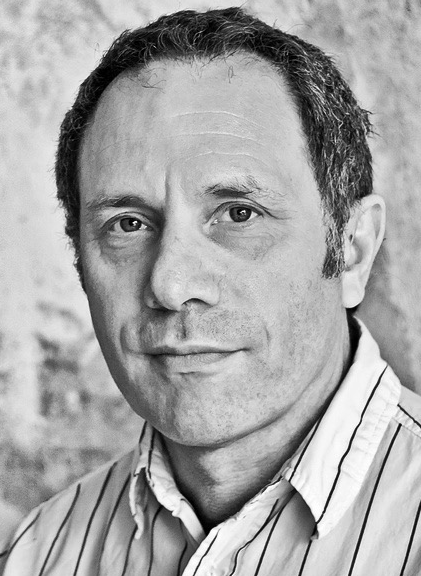
Mitch Cohen, 2012

Mitch Cohen (* 1952 in Pasadena) ist ein US-amerikanischer Übersetzer, Autor und Herausgeber, der seit 1977 in Berlin lebt.

## Leben und Wirken
Cohen studierte von 1969 bis 1974 Englisch an der University of California, Santa Barbara und schloss das Studium mit einer Arbeit über William Carlos Williams und dem Grad eines Bachelor of Arts ab. Seit 1975 in Deutschland, arbeitete Cohen zunächst als Au-pair und Stallknecht für eine Familie im Odenwald. 1977 erfolgte sein Umzug nach Berlin. An der Freien Universität Berlin studierte er Anglistik und Germanistik; in dieser Zeit verdiente er seinen Unterhalt mit Kunst- und Keramikunterricht in einem Schülerladen und war von 1979 bis 1980 Tutor für DDR-Lyrik.
Von 1973 bis 1975 war Cohen gemeinsam mit K.C. Swartzel für die Zusammenstellung und den Vortrag der Beiträge für eine wöchentliche Lyrik-Sendung des Collegeradiosenders KCSB-FM in Santa Barbara (Kalifornien) zuständig.
Nach seiner Ankunft in West-Berlin 1977 fand Cohen nicht nur dort, sondern auch in Ost-Berlin bald Kontakt zur Kultur- und Schriftstellerszene. 1983 brachte er u. a. die Anthologie Berlin: contemporary writing in East and West mit Beiträgen von 54 Autoren heraus, für die er zwischen 1978 und 1983 zahlreiche Manuskripte aus der DDR nach West-Berlin geschmuggelt hatte. 1984 legte er als Autor zusammen mit Bert Papenfuß-Gorek seinen ersten Lyrik-Band vor.
Seit 1988 ist er als freier Übersetzer tätig, seit 1993 auch als freier Mitarbeiter am Wissenschaftskolleg zu Berlin. Er übersetzte zahlreiche literarische und wissenschaftliche Artikel und Bücher sowie Kunstkataloge und journalistische Beiträge u. a. für das Fernsehen der Deutschen Welle. Daneben organisierte er zahlreiche Lesungen im Berliner Literaturclub „Culinaria“ und war von 1995 bis 1998 im Vorstand der „Neuen Gesellschaft für Literatur“ in Berlin.
Mitch Cohen ist verheiratet und lebt in Berlin.

## Bibliographie

### Lyrik & Kurzprosa
- Aton-Notate, Grafik-Lyrik Mappe mit Bert Papenfuß-Gorek, 1984
- Stadtteilchen. Bibliophile Ausgabe mit Radierungen von Robin Voll, 1985
- Mitlesebuch 2, Lyrik und Kurzprosa, Aphaia Verlag, Berlin 1994.
- Mitlesebuch 121, Lyrik mit Zeichnungen von Robin Voll, Aphaia Verlag, Berlin 2013.

### (Mit-)Herausgeberschaften
- even a small offering. Lyrikanthologie. Santa Barbara, Kalifornien 1974.
- ondas. Lyrikanthologie. Santa Barbara, Kalifornien 1975.
- Berlin: contemporary writing from East and West. Übersetzer und Herausgeber, 392 S., Bandana Press, Santa Barbara, Kalifornien 1983.
- dem Stein reib die Augen. Lyrikanthologie. Zus. mit N.N. Berlin 1990.
- Zwischen den Stimmen bist du wie auf einem Schlachtfeld. Lyrikanthologie. Zus. mit N.N. Berlin 1993.

### Übersetzungen (Auswahl)
- Mitch Cohen (Hrsg.): Berlin: contemporary writing in East and West,  Anthologie mit 54 Autoren, 392 Seiten. Santa Barbara: Bandanna Books 1983 ISBN 978-0930012236.
- Kenneth Rexroth: Das Bestiarium, Gedichte. Zus. mit Wolfgang Heyder, Corvinus Presse, Berlin 2010, (2011: 2. erweiterte Ausgabe mit Scherenschnitten von Hans Scheib) ISBN 978-3-942280-07-5.
- Hannah Becher: I repeat myself when under stress. Art In Flow, Berlin 2014 ISBN 978-3-938457-27-6.
- Sam Hamill: Todbringende Lust, Gedichte. Zus. mit Wolfgang Heyder, mit Bildern von David Fox. Corvinus Presse, Berlin 2016 ISBN 978-3-942280-37-2.
- Jakob van Hoddis, Starker Wind über der bleichen Stadt - Strong Wind Over the Pale City. Zus. mit Gregory Divers, PalmArt Press Berlin, 2019. ISBN 978-3-96258-033-9
- Robert Brandts: As We Drifted, Poems – Als wir dahin trieben, Gedichte. Zus. mit Wolfgang Heyder. PalmArtPress, Berlin 2020. ISBN 978-3-96258-056-8